# Oclusiva velar sonora
La consonant oclusiva velar sonora és un so que es representa amb el signe [g] en l'AFI. Dintre de les oclusives és una de les que falten en un 10% dels idiomes. Pot presentar nombroses variacions en forma d'al·lòfons (a l'hindi l'alternança entre el fonema estàndard i l'aspirat té caràcter fonemàtic).

## Característiques
- És una consonant sonora, perquè es produeix amb vibració de les cordes vocals.
- És una oclusiva velar perquè la llengua es desplaça cap endarrere per interrompre el flux d'aire expulsat pels pulmons.
- És un so oral central.

## En català
El català té aquest fonema, present en paraules com gat. Se sol representar amb la lletra G davant a, o, u o consonant; amb el dígraf GU davant e, i; o amb la lletra C sonoritzada davant de consonant sorda (per exemple, anècdota).